# Monte Dego, Monte Veri, Monte delle Tane
Monte Dego, Monte Veri, Monte delle Tane este o arie protejată (arie specială de conservare — SAC, sit de importanță comunitară — SCI) din Italia întinsă pe o suprafață de 2.993 ha, integral pe uscat.

## Localizare
Centrul sitului Monte Dego, Monte Veri, Monte delle Tane este situat la coordonatele 44°37′38″N 9°21′58″E / 44.627222°N 9.366111°E.

## Înființare
Situl Monte Dego, Monte Veri, Monte delle Tane a fost declarat sit de importanță comunitară în decembrie 1995 pentru a proteja 1 specie de plante și 34 de specii de animale. Situl a fost protejat și ca arie specială de conservare în martie 2019.

## Biodiversitate
Situată în ecoregiunea continentală, aria protejată conține 17 habitate naturale: Mlaștini turboase de tranziție și turbării mișcătoare, Pajiști calaminariene cu Violetalia calaminariae, Pajiști carstice calcaroase sau bazofile, de Alysso-Sedion albi, Păduri de fag Luzulo-Fagetum, Roci stâncoase cu vegetație pionieră de Sedo-Scleranthion sau Sedo albi-Veronicion dillenii, Pajiști uscate seminaturale și facies de acoperire cu tufișuri pe substraturi calcaroase (Festuco-Brometalia) (* situri importante pentru orhidee), Grohotișuri termofile și vest-mediteraneene, Fânețe de joasă altitudine (Alopecurus pratensis, Sanguisorba officinalis), Pajiști cu Molinia pe soluri calcaroase, turboase sau argilos-nămoloase (Molinion caeruleae), Pante stâncoase silicioase cu vegetație casmofită, Râuri de munte și vegetația erbacee de pe malurile acestora, Formațiuni de Juniperus communis pe lande sau pajiști calcaroase, Păduri de Castanea sativa, Pante stâncoase calcaroase cu vegetație casmofită, Păduri aluvionare cu Alnus glutinosa și Fraxinus excelsior (Alno-Padion, Alnion incanae, Salicion albae), Râuri de munte și vegetația lor lemnoasă cu Salix elaeagnos, Pajiști alpine și boreale.
La baza desemnării sitului se află mai multe specii protejate:
- plante (1): Gladiolus palustris
- păsări (19): fâsă-de-câmp (Anthus campestris), fâsă de pădure (Anthus trivialis), acvilă de munte (Aquila chrysaetos), caprimulg (Caprimulgus europaeus), Certhia brachydactyla, mierla de apă (Cinclus cinclus), șerpar (Circaetus gallicus), ciocănitoare pestriță mare (Dendrocopos major), șoim călător (Falco peregrinus), sfrâncioc roșiatic (Lanius collurio), pițigoi moțat (Lophophanes cristatus), forfecuță gălbuie (Loxia curvirostra), ciocârlie de pădure (Lullula arborea), muscar sur (Muscicapa striata), viespar (Pernis apivorus), codroș de munte (Phoenicurus ochruros), ciocănitoarea verde (Picus viridis), aușel cu cap galben (Regulus regulus), țiclete (Sitta europaea)
- amfibieni (2): Speleomantes strinatii, Triturus carnifex
- mamifere (4): liliac cârn (Barbastella barbastellus), lupul (Canis lupus), liliac cu urechi de șoarece (Myotis blythii), liliacul mic cu potcoavă (Rhinolophus hipposideros)
- nevertebrate (4): Austropotamobius pallipes, croitorul mare al stejarului (Cerambyx cerdo), Euplagia quadripunctaria, rădașcă (Lucanus cervus)
- pești (5): Barbus caninus, Barbus plebejus, Cobitis bilineata, Protochondrostoma genei, Telestes muticellus

Pe lângă speciile protejate, pe teritoriul sitului au mai fost identificate 14 specii de plante, 4 specii de amfibieni, 9 specii de mamifere, 4 specii de reptile.